# Cilaus
Cilaus is een geslacht van vlinders van de familie van de grasmotten (Crambidae), uit de onderfamilie van de Musotiminae. De wetenschappelijke naam en de beschrijving van dit geslacht werden voor het eerst in 1932 gepubliceerd door Joseph de Joannis. 
Dit geslacht is monotypisch, dat wil zeggen dat het maar één soort heeft namelijk Cilaus longinasus Joannis, 1932 van Réunion.